# Comuna de Czersk
Czersk (polaco: Gmina Czersk) é uma gminy (comuna) na Polónia, na voivodia de Pomerânia e no condado de Chojnicki. A sede do condado é a cidade de Czersk.
De acordo com os censos de 2004, a comuna tem 20 380 habitantes, com uma densidade 53,7 hab/km².

## Área
Estende-se por uma área de 379,85 km², incluindo:
- área agricola: 29%
- área florestal: 62%

## Demografia
Dados de 30 de Junho 2004:
|                      | Total   | Total | Mulheres | Mulheres | Homens  | Homens |
| -------------------- | ------- | ----- | -------- | -------- | ------- | ------ |
|                      | pessoas | %     | pessoas  | %        | pessoas | %      |
| População            | 20 380  | 100   | 10 206   | 50,1     | 10 174  | 49,9   |
| Densidade (pop./km²) | 53,7    | 100   | 26,9     | 26,9     | 26,8    | 26,8   |

De acordo com dados de 2002, o rendimento médio per capita ascendia a 1339,46 zł.

## Comunas vizinhas
- Brusy, Chojnice, Czarna Woda, Kaliska, Karsin, Osieczna, Stara Kiszewa, Śliwice, Tuchola